# Carolina Pascual
Carolina Pascual García (* 17. Juni 1976 in Orihuela) ist eine ehemalige spanische Rhythmische Sportgymnastin.

## Erfolge
Carolina Pascual nahm an den Olympischen Spielen 1992 in Barcelona im Einzelmehrkampf teil. Die Qualifikation beendete sie mit 38,400 Punkten auf dem dritten Platz und verbesserte sich im Finale auf den zweiten Rang. Mit 58,100 Punkten gewann sie hinter der siegreichen Ukrainerin Oleksandra Tymoschenko, die für das Vereinte Team antrat, und vor deren Landsfrau Oksana Skaldina die Silbermedaille.
Bereits ein Jahr zuvor hatte Pascual bei den Weltmeisterschaften in Athen im Gruppenmehrkampf die Bronzemedaille gewonnen. 1993 wurde sie in Alicante Vizeweltmeisterin mit den Keulen. Bei Europameisterschaften sicherte sie sich 1990 in Göteborg und 1992 in Stuttgart jeweils Bronze in der Mannschaftswertung.